# Шевченко, Леонид Владимирович
Леони́д Влади́мирович Шевче́нко (24 октября 1932 — 17 марта 2017) — советский и российский футбольный тренер. Заслуженный тренер Молдавской ССР.

## Биография
Играл за подмосковный клуб «Знамя Труда», а также за «Буковину».
Работал в Управлении футбола Спорткомитета СССР. К тренерской работе в клубах приступил в начале 1980-х годов.
В 1982 году возглавил молдавский клуб «Нистру», который сумел вывести в высшую лигу. Однако закрепиться в ней команде не удалось — сказалась нехватка тренерского опыта. В августе 1983 года был отправлен в отставку. Ему было присвоено звание «Заслуженный тренер Молдавской ССР».
В 1984—1985 годах (по август) возглавлял грозненский «Терек».
В 1988 году был назначен главным тренером клуба «Динамо» (Вологда). Под его руководством команда в первой зоне второй лиги заняла 2-е место, пропустив вперед только воронежский «Факел».
В 1994 году вывел новосибирский «Чкаловец» в первую лигу российского первенства, в котором на следующий год команда заняла 11-е место при 22-х участниках. Затем работал главным тренером в «Спартаке» (Щёлково).
В 1999 году тренировал «Носту», вывел клуб в первую лигу.
В начале 2000 года возглавил судейский комитет РФС, на этом посту проработал два года.
В 2003—2006 годах вновь возглавлял вологодское «Динамо». Команда выступала с переменными успехами. В конце 2006 года руководство клуба не стало продлевать с ним контракт.